# Giải BAFTA lần thứ 20
Giải BAFTA lần thứ 20, được trao bởi Viện Hàn lâm Nghệ thuật Điện ảnh và Truyền hình Anh Quốc năm 1967 để tôn vinh những bộ phim xuất sắc nhất năm 1966.

## Chiến thắng và đề cử

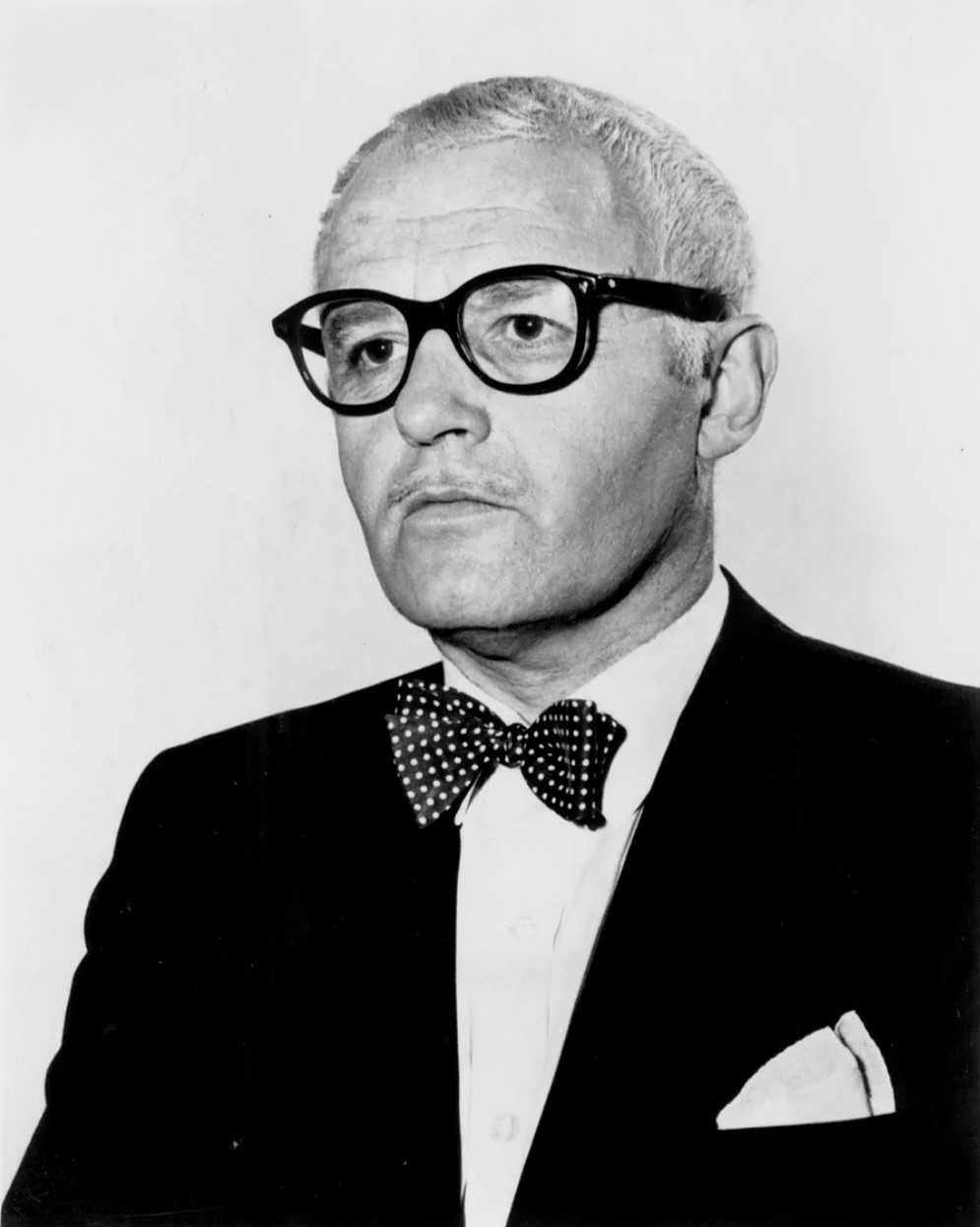
Rod Steiger, Nam diễn viên nước ngoài xuất sắc nhất

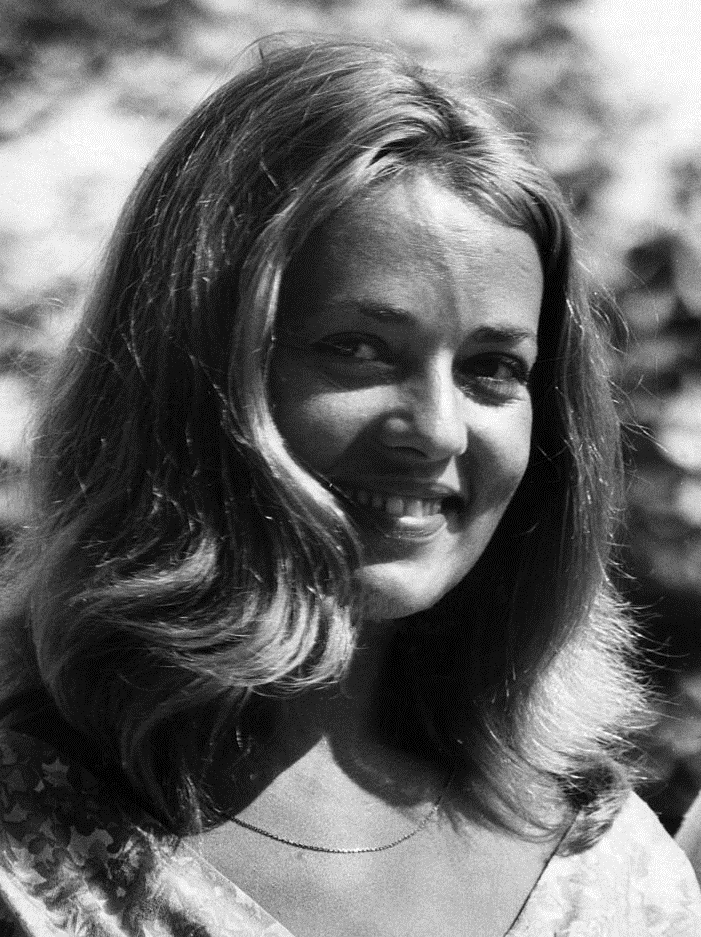
Jeanne Moreau, Nữ diễn viên nước ngoài xuất sắc nhất

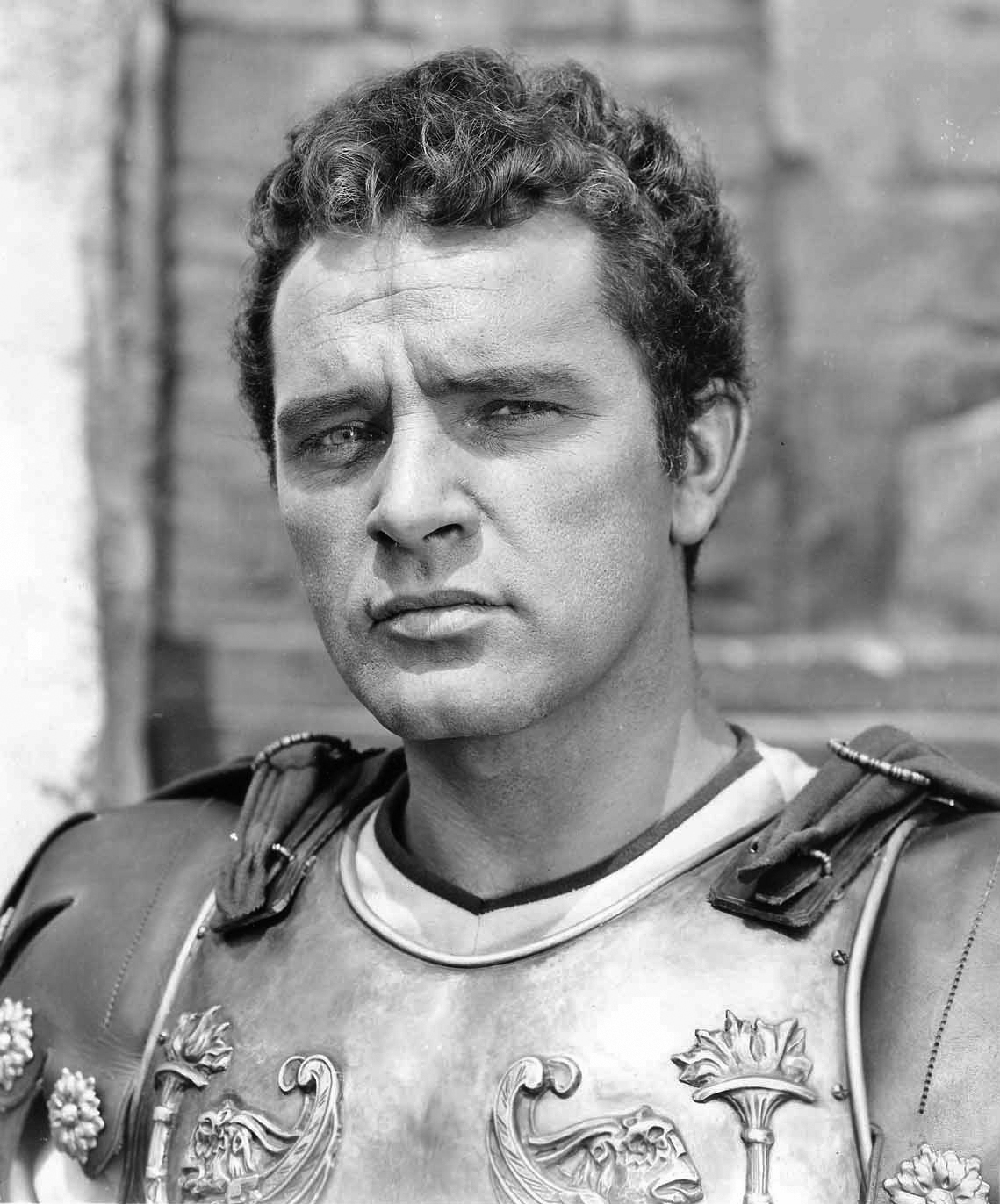
Richard Burton, Nam diễn viên Anh xuất sắc nhất

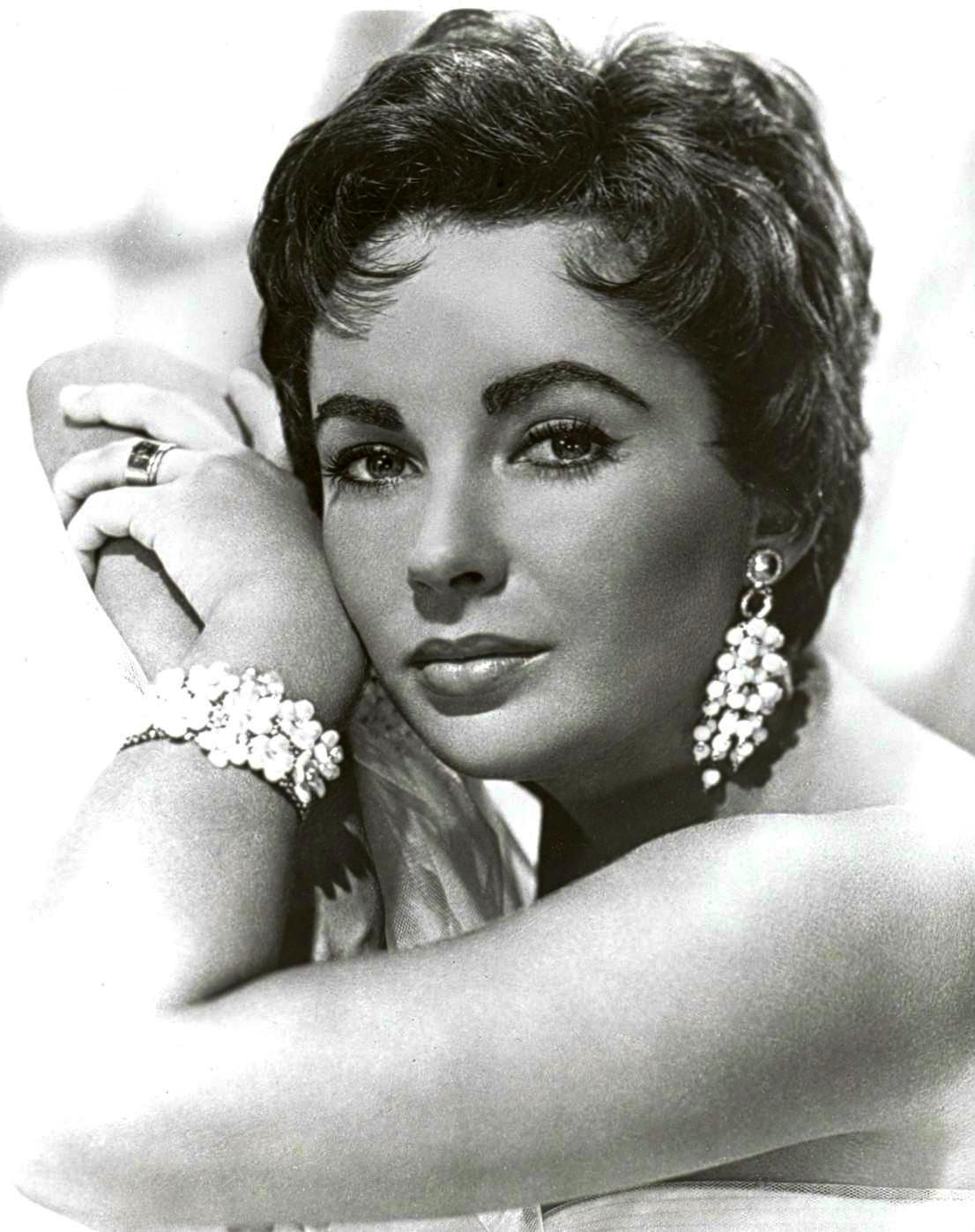
Elizabeth Taylor, Nữ diễn viên Anh xuất sắc nhất

| Phim hay nhất Who's Afraid of Virginia Woolf? – Mike Nichols - Bác sĩ Zhivago – David Lean - Morgan – A Suitable Case for Treatment – Karel Reisz - The Spy Who Came In from the Cold – Martin Ritt | Phim tài liệu hay nhất Goal! The World Cup – Abidine Dino và Ross Devenish - Buster Keaton Rides Again – John Spotton - I'm Going to Ask You to Get Up Out of Your Seat – Richard Cawston - Matadar – Kevin Billington |
| Phim ngắn hay nhất The War Game – Peter Watkins - A River Must Live – Alan Pendry - Sudden Summer – Richard Taylor - The Tortoise and the Hare – Hugh Hudson | Phim chuyên môn hay nhất Exploring Chemistry – Robert Parker - The Radio Sky – Michael Crisfield - Visual Aids – Richard Need |
| Nam diễn viên nước ngoài xuất sắc nhất Rod Steiger – The Pawnbroker vai Sol Nazerman - Jean-Paul Belmondo – Pierrot le Fou vai Ferdinand Griffon - Oskar Werner – The Spy Who Came In from the Cold vai Fiedler - Sidney Poitier – A Patch of Blue vai Gordon Ralfe | Nữ diễn viên nước ngoài xuất sắc nhất Jeanne Moreau – Viva Maria! vai Maria I - Brigitte Bardot – Viva Maria! vai Marie Fitzgerald O'Malley - Joan Hackett – The Group vai Dottie Renfrew Latham - Simone Signoret – The Sleeping Car Murders vai Eliane Darres                                                                             |
| Nam diễn viên Anh xuất sắc nhất Richard Burton – The Spy Who Came In from the Cold vai Alec Leamas Richard Burton – Who's Afraid of Virginia Woolf? vai George - David Warner – Morgan – A Suitable Case for Treatment vai Morgan Delt - Michael Caine – Alfie vai Alfie Elkins - Ralph Richardson – Bác sĩ Zhivago vai Alexander Maximovich Gromeko - Ralph Richardson – Khartoum vai William Ewart Gladstone - Ralph Richardson – The Wrong Box vai Joseph Finsbury | Nữ diễn viên Anh xuất sắc nhất Elizabeth Taylor – Who's Afraid of Virginia Woolf? vai Martha - Julie Christie – Bác sĩ Zhivago vai Lara Antipova - Julie Christie – Fahrenheit 451 vai Linda Montag/Clarrisse - Lynn Redgrave – Georgy Girl vai Georgina Parkin - Vanessa Redgrave – Morgan – A Suitable Case for Treatment vai Leonie Delt |
| Phim Anh hay nhất The Spy Who Came In from the Cold – Martin Ritt - Alfie – Lewis Gilbert - Georgy Girl – Silvio Narizzano - Morgan – A Suitable Case for Treatment – Karel Reisz | Kịch bản Anh hay nhất Morgan – A Suitable Case for Treatment – David Mercer - Alfie – Bill Naughton - It Happened Here – Kevin Brownlow và Andrew Mollo - The Quiller Memorandum – Harold Pinter |
| Chỉ đạo nghệ thuật Anh xuất sắc nhất, Phim đen trắng The Spy Who Came In from the Cold – Tambi Larsen - Bunny Lake Is Missing – Donald M. Ashton - Georgy Girl – Tony Woollard - Life at the Top – Ted Marshall | Chỉ đạo nghệ thuật Anh xuất sắc nhất, Phim màu The Blue Max – Wilfred Shingleton - Khartoum – John Howell - The Quiller Memorandum – Maurice Carter - The Wrong Box – Ray Simm |
| Quay phim Anh xuất sắc nhất, Phim đen trắng The Spy Who Came In from the Cold – Oswald Morris - Bunny Lake Is Missing – Denys Coop - Cul-de-sac – Gilbert Taylor - Georgy Girl – Kenneth Higgins | Quay phim Anh xuất sắc nhất, Phim màu Arabesque – Christopher Challis - Alfie – Otto Heller - The Blue Max – Douglas Slocombe - Modesty Blaise – Jack Hildyard |
| Thiết kế phục trang Anh xuất sắc nhất The Wrong Box – Julie Harris - Arabesque – Christian Dior - The Blue Max – John Furniss - Romeo and Juliet – Nicholas Georgiadis | Biên tập xuất sắc nhất Morgan – A Suitable Case for Treatment – Tom Priestley - Alfie – Thelma Connell - Arabesque – Frederick Wilson - The Quiller Memorandum – Frederick Wilson |
| Diễn viên mới tiềm năng nhất cho vai chính Vivien Merchant – Alfie vai Lily Clamacraft - Alan Arkin – The Russians Are Coming, the Russians Are Coming vai Yuri Rozanov - Frank Finlay – Othello vai Iago - Jeremy Kemp – The Blue Max vai Leutnant Willi Von Klugermann | Giải Liên Hợp Quốc The War Game – Peter Watkins - The Pawnbroker – Sidney Lumet - The Russians Are Coming, the Russians Are Coming – Norman Jewison - Vietnam – People and War – Jo Menell |

## Thống kê
| Số lượng | Phim                                             |
| -------- | ------------------------------------------------ |
| 6        | Alfie                                            |
| 6        | Morgan – A Suitable Case for Treatment           |
| 6        | The Spy Who Came In from the Cold                |
| 4        | The Blue Max                                     |
| 4        | Georgy Girl                                      |
| 3        | Arabesque                                        |
| 3        | Bác sĩ Zhivago                                   |
| 3        | The Quiller Memorandum                           |
| 3        | Who's Afraid of Virginia Woolf?                  |
| 3        | The Wrong Box                                    |
| 2        | Bunny Lake Is Missing                            |
| 2        | Khartoum                                         |
| 2        | The Pawnbroker                                   |
| 2        | The Russians Are Coming, the Russians Are Coming |
| 2        | Viva Maria!                                      |
| 2        | The War Game                                     |

| Số giải | Phim                                   |
| ------- | -------------------------------------- |
| 4       | The Spy Who Came In from the Cold      |
| 3       | Who's Afraid of Virginia Woolf?        |
| 2       | Morgan – A Suitable Case for Treatment |
| 2       | The War Game                           |